# Håtuna landskommun
Håtuna landskommun var en tidigare kommun i Uppsala län. 

## Administrativ historik
Kommunen inrättades i Håtuna socken i Håbo härad i Uppland när 1862 års kommunalförordningar trädde i kraft 1863. 
Vid kommunreformen 1952 gick den upp i Upplands-Bro landskommun, som 1971 ombildades till Upplands-Bro kommun då också området överfördes till Stockholms län.